# Соціотехнополіси

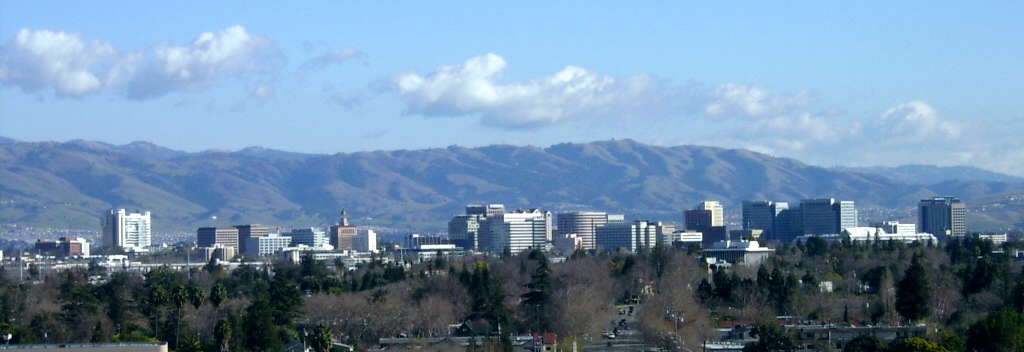
Панорама ділової частини Сан-Хосе — неофіційної «столиці» Кремнієвої долини

Соціотехнопо́ліси — це просторово обмежена система житлових та соціально-побутових об'єктів, де за цілеспрямованої підтримки держави створюються умови для інноваційного розвитку суспільства.
Яскравий приклад соціотехнополіса — Кремнієва долина в США.